# Ortogeneza
Ortogeneza, ewolucja ortogenetyczna, autogeneza – teoria rozwoju kierunkowego, hipoteza głosząca, że różne formy życia tworzą jedną wspólną linię rozwojową, po której przemieszczają się dzięki pewnej wewnętrznej lub zewnętrznej sile napędowej. Ortogeneza miała swe korzenie w filozofii esencjalizmu, idei witalizmu oraz teleologii oraz proponowała istnienie wewnętrznego pędu prowadzącego do przemian gatunków. George Gaylord Simpson, atakując hipotezę ortogenezy, nazwał ten mechanizm tajemniczą wewnętrzną siłą. Współczesna biologia całkowicie odrzuca ortogenezę. Różnorodność form życia tłumaczona jest przez syntetyczną teorię ewolucji opierającą się na mechanizmach losowej mutacji, rekombinacji oraz doboru naturalnego.

## Próby wyjaśnienia zapisu kopalnego
Pierwsi propagatorzy ortogenezy odrzucali zasadę doboru naturalnego jako kluczowego kierunkowego mechanizmu ewolucji. Teoria ta zakładała, że każdy szczep i ewoluująca grupa ma wytyczony kierunek rozwoju a wszelkie zmiany zachodzą zgodnie z nim, jakby po linii prostej (stąd ortogeneza od gr. orthos - prosty ). W ortogenezie specjacja, czyli powstawanie gatunków opierało się na powolnym oddziaływaniu esencji. Termin ortogeneza został spopularyzowanych przez Theodora Eimera, ale wiele elementów tej koncepcji zostało już wcześniej zaproponowanych przez innych badaczy.
Hipoteza ortogenezy była rozważana w kręgach naukowych w wieku XIX wraz z innymi zaproponowanymi wtedy mechanizmami tłumaczącymi rozwój życia takimi jak lamarkizm, który również odwoływał się do wewnętrznego pędu istot żywych ku samodoskonaleniu. Do znaczących propagatorów ortogenezy należeli Leo Berg, filozof Henri Bergson i przez pewien czas paleontolog Henry Fairfield Osborn. Częściowo koncepcja ta była wspierana przez wielu paleontologów, którzy dostrzegali kierunkowość przemian w odkrywanych przez nich skamielinach, ale wielu z nich odrzucało podejście zaczerpnięte z teleologii. Autogeneza była odmianą ortogenezy zakładającą, że gatunki mogą powstawać spontanicznie na skutek samorództwa, co miało wyjaśniać równoległą ewolucję.

## Porównanie
|                                     | Darwinizm | Ortogeneza | Lamarkizm |
| Mechanizmy przemian organizmów      | Dobór naturalny prowadzi do przetrwania najlepiej przystosowanych organizmów, źródłem nowych cech są losowe mutacje oraz rekombinacja. Nie istnieje żaden z góry ustalony cel, każda nowa cecha musi prowadzić do stałego wzrostu adaptacji choćby najmniejszego, który kumuluje się w wielu pokoleniach dzięki dziedziczeniu. Proces ten prowadzi do różnicowania i specjacji. | Na organizmy działa wewnętrzny pęd do samodoskonaleniu, a dobór naturalny jest nieistotny. Nowo powstałe cechy mogą być obojętne lub powodować negatywny wpływ na szanse przetrwania, jeżeli służą dalekowzrocznemu celowi rozwojowemu. | Podobnie jak w ortogenezie największe znaczenie ma wewnętrzny pęd, ale lamarkizm podkreśla bardziej rolę dziedziczenia, a niektórzy jego zwolennicy zaadaptowali również dobór naturalny w ramach swoich koncepcji. |
| Ostatni uniwersalny wspólny przodek | Wszystkie obecnie żyjące gatunku powstały w procesie specjacji, który zaczął się od niewielkiej oraz dosyć jednorodnej populacji organizmów nazywanych ostatnim uniwersalnym wspólnym przodkiem. | Gatunki nie powstały na skutek specjacji lub nie była ona istotna w długim horyzoncie czasowym; samorództwo było źródłem równoległej ewolucji organizmów                                                                                | Niektórzy zwolennicy koncepcji Lamarcka postulowali istnienie wspólnego przodka, ale nie umieli podać mechanizmu jaki prowadził do specjacji.                                                                       |
| Falsyfikacja                        | Darwinizm stał się podstawą syntetycznej teorii ewolucji, która została potwierdzona przez wiele badań naukowych. | Darwin w Powstawaniu gatunków obalił hipotezę ortogenezy, a późniejsze badania potwierdziły jego argumentację. | Znaczenie lamarkizmu zmalało po opublikowaniu prac Darwina. Lamarkizm odrzucono całkowicie dopiero dzięki badaniom nad genetyką oraz syntetyczną teorią ewolucji.                                                   |

## Upadek hipotezy
Hipoteza ortogenezy zaczęła się załamywać, kiedy stało się jasne, że nie jest ona w stanie wyjaśnić przebiegu zmian obserwowanych w skamielinach. Rozwój form żywych nie był liniowy. Powstawało wiele licznii bocznych, z których większość wymarła, a do naszych czasów dotrwały organizmy różniące się znacznie pod względem swojej historii. Hipoteza ortogenezy nie potwierdziła się, bo nie odszukano naukowych podstaw mechanizmu mającego zapewnić pęd ku rozwojowi. Naturalna selekcja proponowana w teorii ewolucji Darwina tłumaczyła procesy adaptacyjne znacznie lepiej, bez odwoływania się do domniemanych bytów i sił. W tym ujęciu ortogeneza nie spełniała zasady brzytwy Ockhama, bo prowadziła do tworzenia bytów ponad potrzebę. Kiedy na początku XX wieku odkryto mechanizmy genetyki i stworzona została syntetyczna teoria ewolucji, oczywiste stało się, że ortogeneza uległa falsyfikacji. Stało się wyraźne, że żaden proces biologiczny nie dąży do długofalowego celu. Ewolucja działa zawsze "krótkowzrocznie".

## Ewolucja i ortogeneza
NIektórzy filozofowie łączyli podejście ewolucyjne z przekonaniem, że proces ten dąży do pewnego długofalowego lub ostatecznego celu. Rozważania te doprowadziły do powstania definicji ortogenezy zakładającej, że ewolucja prowadzi liniowo do ociągnięcia pewnego z góry założonego celu. Takie połączenie ortogenezy z ewolucją pojawiało się w nauce np. w lamarkizmie. Podobnego podejścia można się też doszukiwać w koncepcji inteligentnego projektu. Należy sobie zdać sprawę, że są to dwie oddzielne idee i obie odrzucone przez biologów.
Niektórzy naukowcy odwoływali się do ortogenezy jeszcze w latach 50. XX wieku w kontekście makroewolucji. Twierdzili oni, że mutacje oraz dobór naturalny są kluczowe tylko dla mikroewolucji. W skali makro pojawia się jakiś nowy nieznany mechanizm, który zachowuje się tak, jak przewidywali zwolennicy ortogenezy.
Rozróżnienie staje się wyraźnie widoczne, jeżeli zdamy sobie sprawę, że ortogeneza stała się fragmentem naukowych hipotez Haeckela i Lulla. Obaj naukowcy zaproponowali mechanizmy mające prowadzić do liniowej ewolucji, ale bez określania celu, zastąpionego bliżej nie określonymi mechanizmami genetycznymi pasującymi bardziej do pseudonauki niż do biologii. Współcześnie pojawiają się podobne hipotezy, odwołujące się do różnych nigdy nie odkrytych  molekularnych sił napędowych mających kierować ewolucją w określonym z góry kierunku powodując powstawanie nowych gatunków. Większość biologów uznaje takie rozważania za pseudonaukę.
Jezuicki paleontolog, Teilhard de Chardin, w wydanej w roku 1959 popularnonaukowej książce Fenomen człowieka twierdził, że ewolucja zmierza do pewnego celu, który nazwał punktem omega. Jego zdaniem człowiek znajduje się w centrum Wszechświata, a proces ewolucji jest źródłem grzechu pierworodnego. Wraz z dalszymi badaniami nad makroewolucją nie odszukano żadnych zjawisk w biologii, które mogłyby prowadzić do procesów opisywanych w hipotezie ortogenezy.

## Spór filozoficzny
Brak naukowych dowodów ortogenezy miał swoje echo w filozofii, gdzie koncepcje teleologiczne były silne od czasów Arystotelesa. Potem zostały one podtrzymane przez Kanta, którego rozważania wpłynęły następnie na tok rozumowania wielu współczesnych mu badaczy. Powszechne było przekonanie o teleologicznej naturze Wszechświata, który był postrzegany jako celowe dzieło Stwórcy. Naukę postrzegano jako odszukiwanie reguł, którymi Bóg kierował się w dziele budowy znanego człowiekowi uniwersum. Odrzucenie wraz z ortogenezą zasady celowości w procesach biologicznych doprowadziło do obserwowanego współcześnie konfliktu między zwolennikami podejścia naukowego oraz fundamentalistami chrześcijańskimi opierającymi obraz Wszechświata na określonej interpretacji Biblii.

## Ortogenetyka
Współczesne badania procesu ewolucji zachodzącego w środowisku przechodzącym bardzo powolną zmianę w pewnym kierunku (np. pustynnienie) dają obraz liniowych zmian organizmów, który pozornie jest podobny do efektów przewidywanych przez ortogenezę. Mechanizmy tego zjawiska są zupełnie odmienne od tych przewidywanych przez zwolenników koncepcji teleologicznych i w pełni potwierdzają stosowalność syntetycznej teorii ewolucji. Czasami w stosunku do takich procesów używa się określenia ortogenetycznych.

## Literatura
1. Huxley, Julian, The Modern Evolutionary Synthesis, 1942, London: George Allen and Unwin.
2. Mayr, Ernst, What Evolution Is, 2002, London: Weidenfeld and Nicolson.